# Volkswagen Jetta Variant

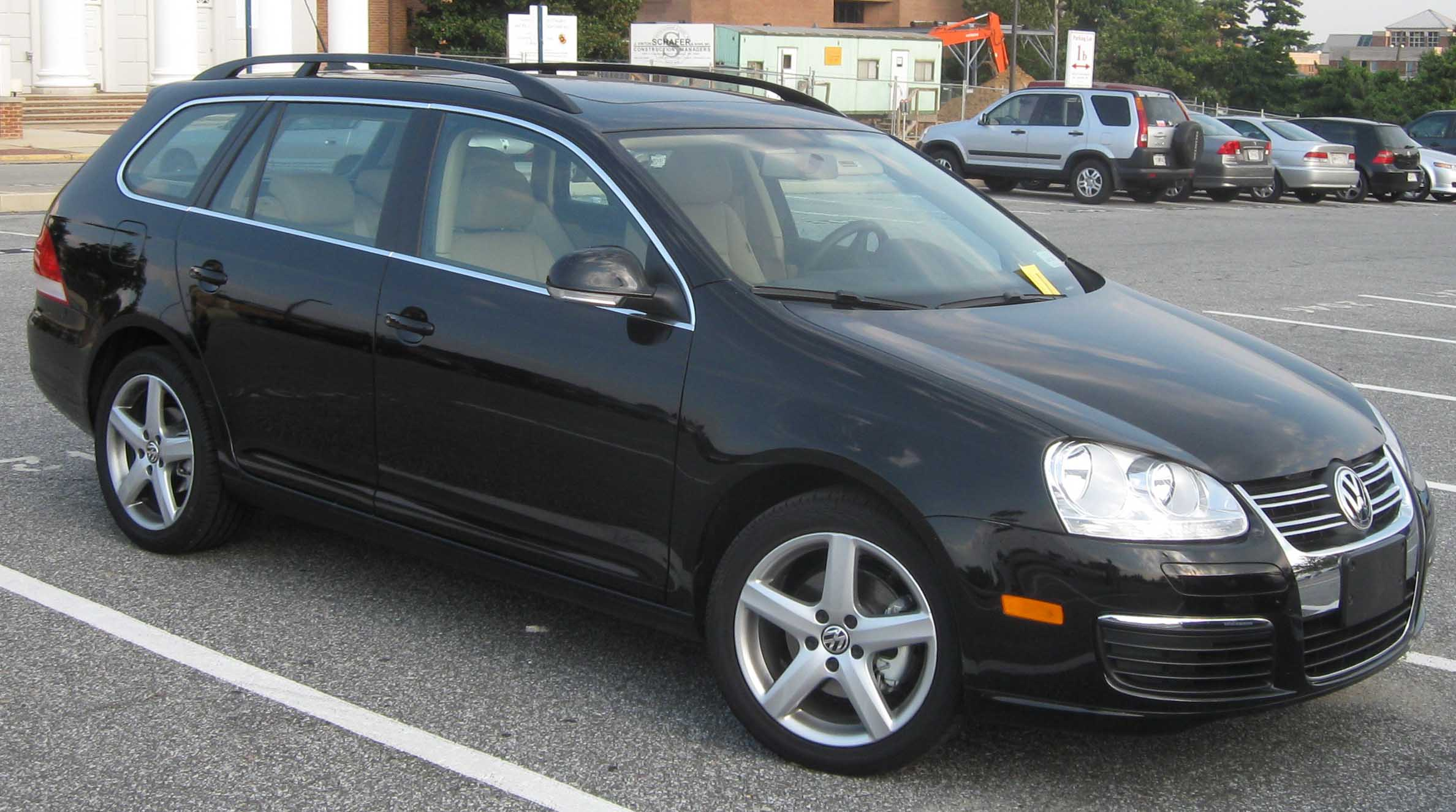
Volkswagen Jetta Variant

Volkswagen Jetta Variant är en kombi från Volkswagen som lanserades 2007. Den ersätter Volkswagen Golf Variant som har bas i Volkswagen Golf IV som kom 1998.i Europa heter den Golf Variant.

## Motoralternativ
| Modell     | Årsmodell | Motor                             | Cylindervolym | Effekt | Vridmoment | Bränslesystem                        |
| ---------- | --------- | --------------------------------- | ------------- | ------ | ---------- | ------------------------------------ |
| 1.4        | 2008-     | 4-cyl radmotor DOHC 16V           | 1390 cm³      | 80 hk  | 132 Nm     | Bränsleinsprutning                   |
| 1.4 TSI    | 2008-     | 4-cyl radmotor DOHC 16V           | 1390 cm³      | 122 hk | 200 Nm     | Direktinsprutning, turbo             |
| 1.4 TSI    | 2008      | 4-cyl radmotor DOHC 16V           | 1390 cm³      | 140 hk | 220 Nm     | Direktinsprutning, turbo, kompressor |
| 1.4 TSI    | 2009-     | 4-cyl radmotor DOHC 16V           | 1390 cm³      | 160 hk | 240 Nm     | Direktinsprutning, turbo, kompressor |
| 1.4 TSI    | 2008      | 4-cyl radmotor DOHC 16V           | 1390 cm³      | 170 hk | 240 Nm     | Direktinsprutning, turbo, kompressor |
| 1.6        | 2008-     | 4-cyl radmotor SOHC 8V            | 1595 cm³      | 102 hk | 148 Nm     | Bränsleinsprutning                   |
| 1.6 TDI CR | 2010-     | 4-cyl radmotor DOHC 16V           | 1598 cm³      | 105 hk | 250 Nm     | Turbodiesel                          |
| 1.9 TDI PD | 2008-2009 | 4-cyl radmotor SOHC 8V            | 1896 cm³      | 105 hk | 250 Nm     | Turbodiesel                          |
| 2.0 TDI PD | 2008      | 4-cyl radmotor DOHC 16V/SOHC 8V*¹ | 1968 cm³      | 140 hk | 320 Nm     | Turbodiesel                          |
| 2.0 TDI CR | 2009-     | 4-cyl radmotor DOHC 16V           | 1968 cm³      | 140 hk | 320 Nm     | Turbodiesel                          |

- ¹ Med partikelfilter.